# بطولة أمريكا الجنوبية لألعاب القوى 1933
بطولة أمريكا الجنوبية لألعاب القوى 1933 هي النسخة الـ 8 من بطولة أمريكا الجنوبية لألعاب القوى. أقيمت في مونتفيدو بالأوروغواي. تصدرت الأرجنتين جدول الميداليات برصيد 39 ميدالية منها 12 ذهبية.

## جدول الميداليات
| الترتيب | منتخب      | ذهبية | فضية | برونزية | المجموع |
| ------- | ---------- | ----- | ---- | ------- | ------- |
| 1       | الأرجنتين  | 12    | 14   | 13      | 39      |
| 2       | تشيلي      | 8     | 3    | 2       | 13      |
| 3       | البرازيل   | 3     | 3    | 2       | 8       |
| 4       | الأوروغواي | 1     | 4    | 3       | 8       |